# 岭东街道 (公主岭市)
岭东街道，是中华人民共和国吉林省长春市公主岭市下辖的一个乡镇级行政单位。

## 行政区划
岭东街道下辖以下地区：
先锋社区、兴盛社区、黄龙社区、通钢社区和轴承社区。